# Serra de Palestrins
La Serra de Palestrins és al Massís del Montseny, en dels darrers estreps llevantins del Pla de la Calma cap al Vallès. Està conformat per un conjunt de cims d'uns mil metres d'altitud sobre el nivell del mar que separen els termes municipals de Sant Pere de Vilamajor i Cànoves i Samalús.
Neix entre el turó del Samont, de 1.272 m., i el coll del Pi Novell, en el que es coneix com "la Pleta". Hi afloren materials del cambrià-ordovicià (nivells pissarrosos amb diferents graus de metamorfisme).
| Topònim                         | Altura  |
| ------------------------------- | ------- |
| Turó de les Païsses             | 1.062 m |
| Turó de del Mig                 | 1.039 m |
| Turó de la Moixera              | 1.039 m |
| Turó de Palestrins              | 1.026 m |
| Turó de les Calabruixes         | 1.025 m |
| La Cuassa                       | 967 m   |
| Turó de l'Alzina Rodona         | 795 m   |
| Turó de la Fontanella           | 780 m   |
| Puig Cogull (Cànoves i Samalús) | 780 m   |
| Turó de la Murtra               | 730 m   |